# Montuiri

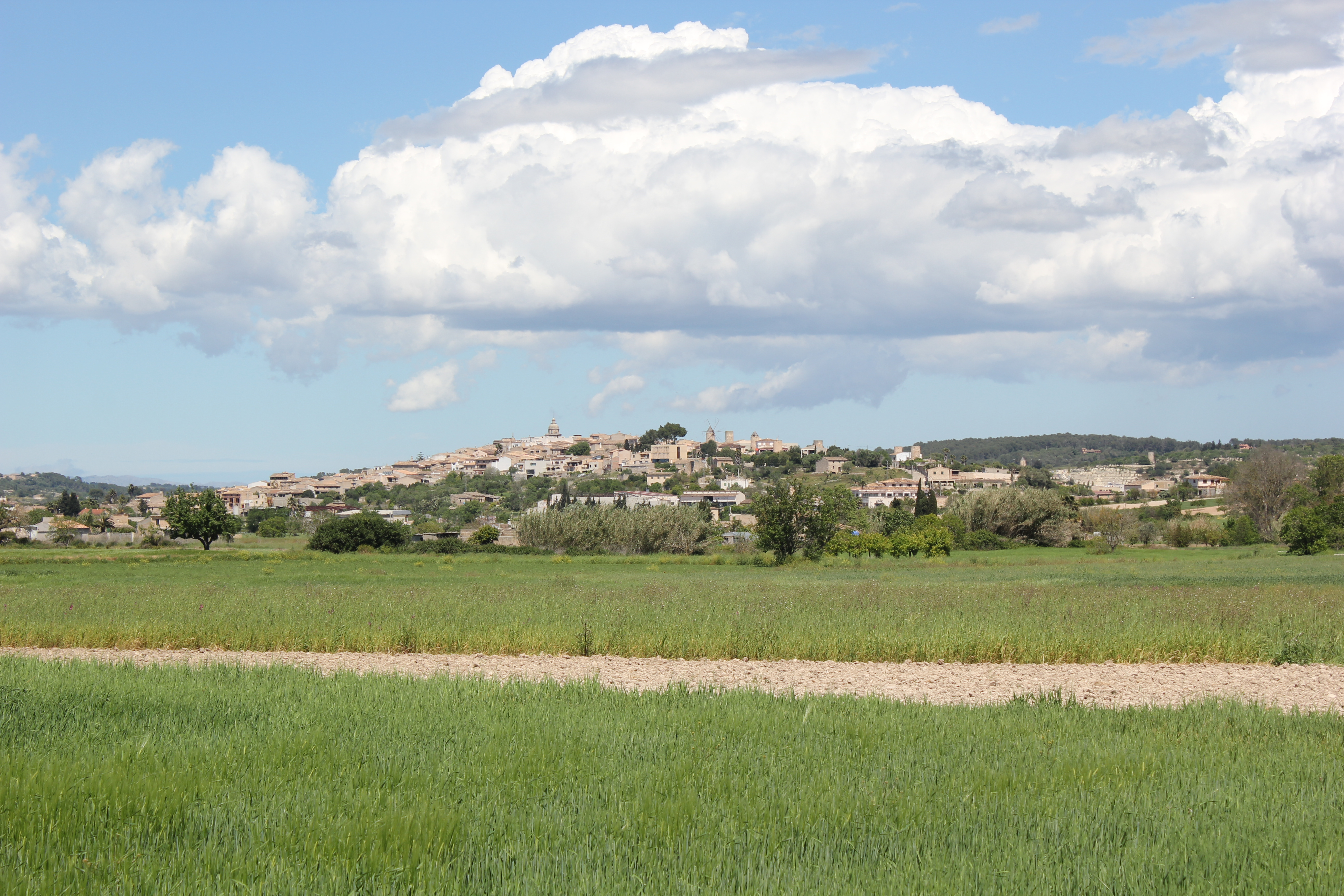
Vista de Montuiri

Montuiri (oficialmente en catalán: Montuïri) es una localidad y municipio de la provincia y comunidad autónoma de las Islas Baleares. Se encuentra en la comarca del Llano de Mallorca, en la isla de Mallorca, lindando con los municipios de Algaida, Llucmajor, Porreras, San Juan y Lloret de Vista Alegre. El núcleo urbano se encuentra situado al norte de la carretera "Palma-Manacor" que une esta población con Palma de Mallorca y Manacor. El núcleo urbano se fundó como pueblo real en año el 1300 según la carta puebla del rey Jaime II de Mallorca.

## Geografía
El término de Montuiri representa muy bien el típico paisaje del Llano de Mallorca. El municipio está cubierto por pequeños montes con pequeños valles. En la geografía física del municipio se pueden distinguir dos zonas diferenciadas:
- La primera ocupa las tierras del norte y este del término. Las elevaciones alineadas del extremo norte forman la sierra del Fonoi, incluyendo es pico Moltó además de las posesiones de Son Company, Sabor y Son Toni Coll continuando hasta el entrar en el término municipal de Lloret de Vista Alegre. En la zona oeste del municipio hay una serie de elevaciones formadas por el pico de San Miguel (239 m) y terrenos irregulares (Ses Rotes, Son Comelles, Ses Rotes de Son Comelles, Es Coll de Sa Grava).
- La otra zona (centro, suroeste y oeste) está compuesta por tres partes.
  - La primera son las planicies que rodean el pueblo, son más accidentadas en la parte norte (Son Manera y Sa Torre) y por otro lado más bajas en el sur del pueblo (Son Vanrell, So Na Moiana, Son Ripoll y Son Mut), al parecer muchos de estos terrenos eran, en el pasado remoto, pantanos.
  - Justo en el centro del término municipal se encuentra la villa de Montuiri, construida sobre un montículo de 170 m.
  - Finalmente en el extremo sur del municipio el terreno se eleva (Son Palou y Alcoraia) hasta llegar al pico de los Tres Hitos (o Puig de ses Tres Fites, 342 m), y continuando estas elevaciones hasta los municipios de Llucmajor y Algaida.

### Hidrosfera y biosfera
El término de Montuiri es actualmente seco, aunque en tiempos pasados las planicies que rodean el pueblo eran zonas húmedas. Actualmente estos terrenos solo se llenan de agua en momentos de grandes lluvias. El drenaje se realiza a través de varias acequias que llevan el agua al torrente de Pina. Este es el único curso irregular de agua importante que atraviesa el término municipal; naciendo en la posesión de Alcoraia, acercándose al pueblo por La Huerta del Puente (S'Hort d'es Pont) y entrando al término de Algaida por Son Vanrells.
La flora montuirera responde al clima mediterráneo propio de esta zona de España. En este término no hay grandes extensiones de bosques mediterráneos (pinos, encinas y arbustos) y solo se encuentran algunas concentraciones en Es Rafal-Sa Mudaina, el terreno accidentado de Ses Rotes y la zona de Sa Font Bosseta. En las tierras de agricultaura se cultivan cereales y almendros, ya que la viña desapareció después de la plaga de filoxera del siglo XIX. También se pueden destacar el cultivo higos, albaricoques y algunos árboles frutales de regadío.
De la fauna de este municipios destacan dos grandes grupos: aves y mamíferos. Las aves que habitan el municipio son las comunes a toda la isla: golondrinas, perdices y otras aves migratorias. Los mamíferos también son los comunes de la isla: conejos y roedores.

## Demografía
Montuiri cuenta con una población de 3216 habitantes (INE 2024).
| Gráfica de evolución demográfica de Montuiri entre 1842 y 2021                                                                                                   |
| |
| Población de derecho según los censos de población del INE. Población de hecho según los censos de población del INE.En este censo se denominaba Mantuiri: 1842. |

## Economía

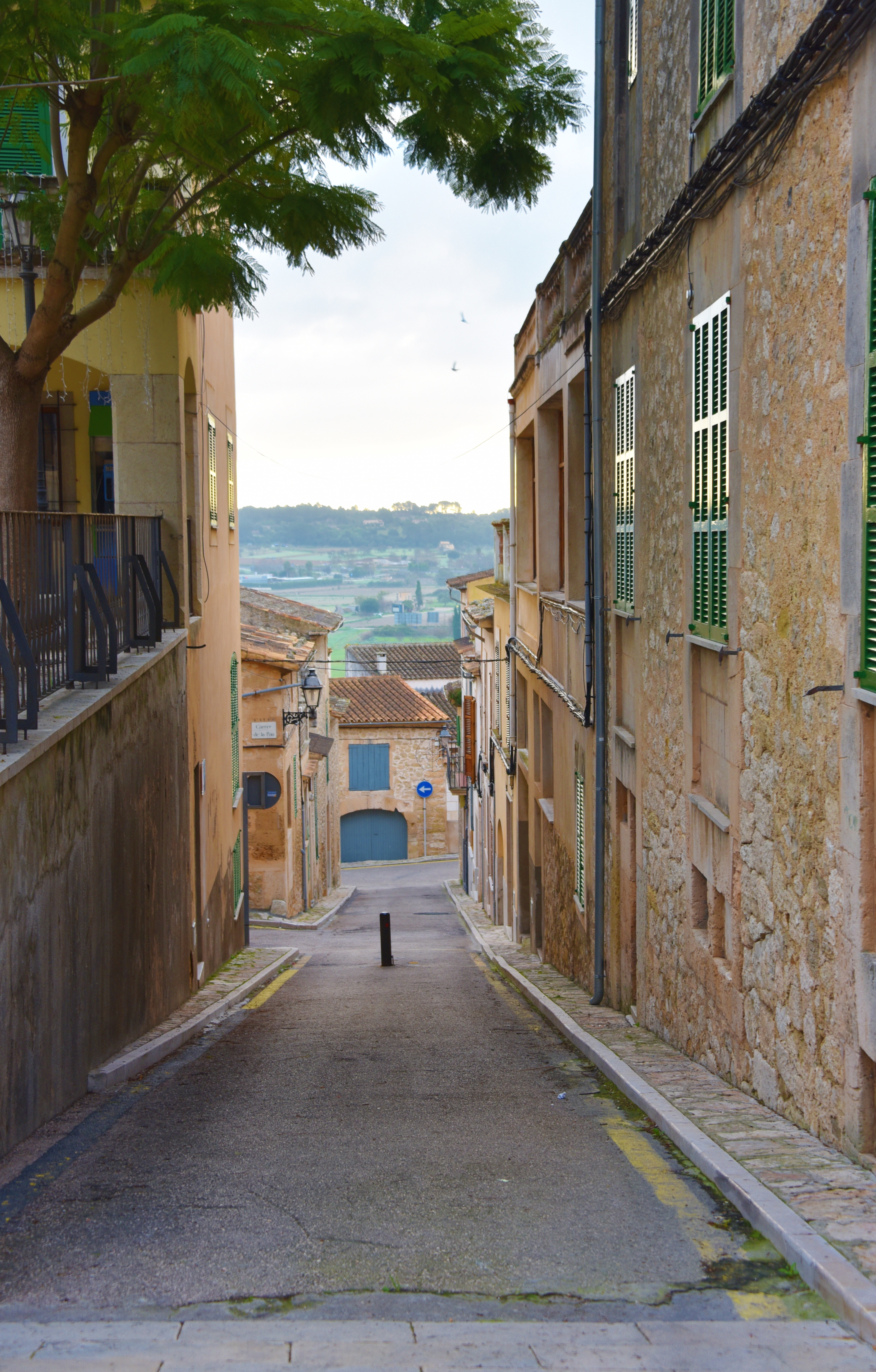
Centro histórico

Hasta los años 1960 Montuiri era un pueblo agrícola. La mayoría de la población trabajaba en el sector primario y otras actividades que dependían de este.
Con la explosión turística de Mallorca, el campo se abandonó con lo que la población pasó a trabajar en el sector servicios. Actualmente en el municipio hay dos hoteles rurales y un agroturismo. Buena parte de la población montuirera trabaja en Palma de Mallorca o Manacor.